# Liste der Flüsse in Ontario
Die Liste der Flüsse in Ontario beinhaltet Flüsse die innerhalb oder durch die Provinz Ontario verlaufen.

## Liste der Flüsse nach Einzugsgebiet

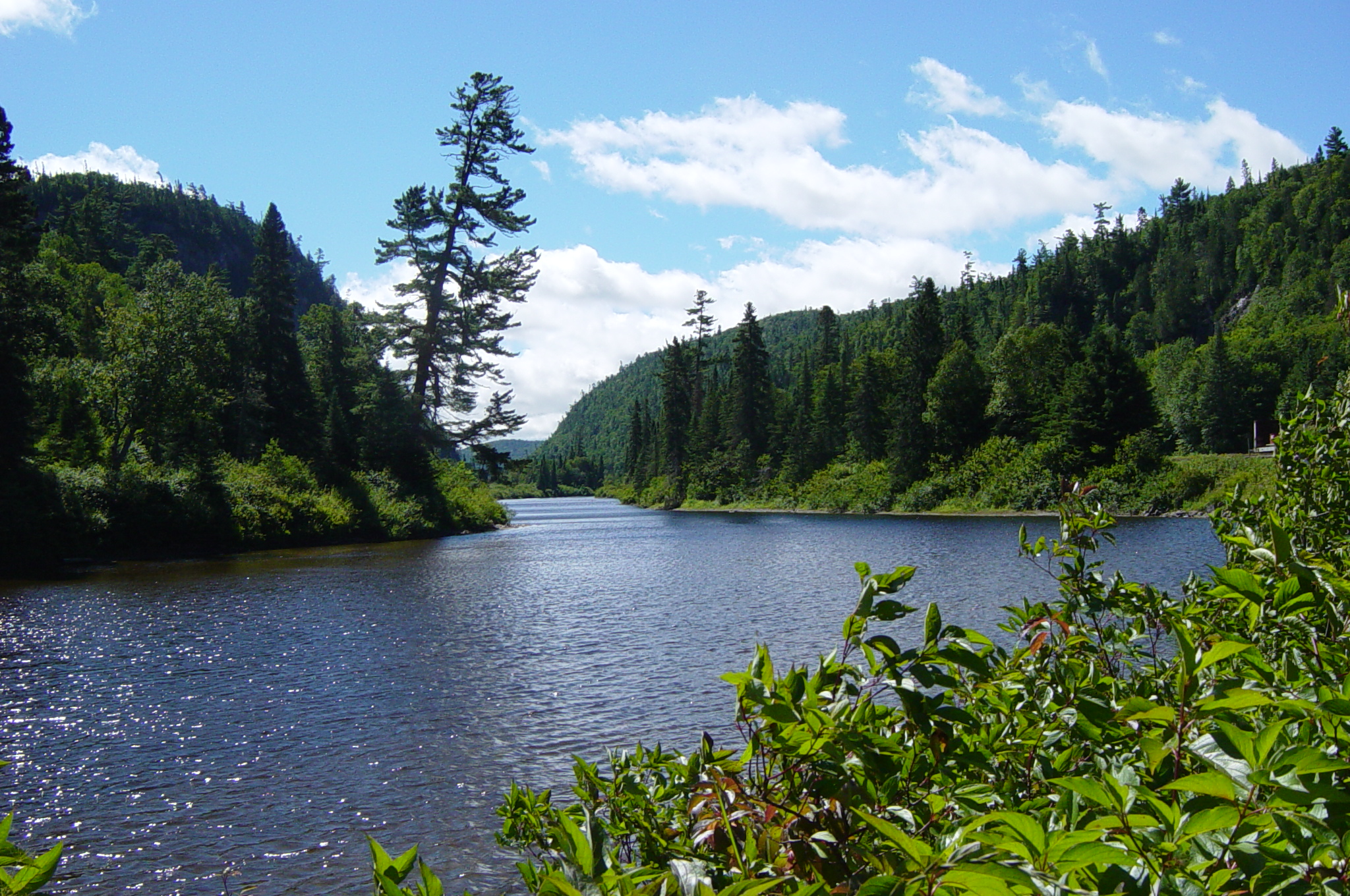
Der Agawa River

### Einzugsgebiet der Hudson Bay
- Black Duck River
- Severn River
  - Beaver River (Severn River)
  - Fawn River (Severn River)
  - Sachigo River
    - Wapaseese River
    - Beaver Stone River

  - Blackbear River
  - Makoop River
  - Windigo River
  - Cobham River (Quelle in Manitoba)
  - McInness River
- Winisk River
  - Asheweig River
  - Pipestone River
- Sutton River
  - Aquatuk River
- Kinushseo River

#### Einzugsgebiet des Nelson River
- Berens River
- Bloodvein River
  - Gammon River
- Winnipeg River
  - Lake of the Woods
    - Rainy River
      - Rainy Lake
        - Big Turtle River
          - Turtle River
          - Little Turtle River

        - Pipestone River
        - Seine River
          - Farrington Creek
          - Cherry River
          - Manitou River
            - Manitou Stretch, Lower and Upper Manitou Lake

          - Peep Bay
          - Grant Lake
          - Mosher Bay

      - McTaggart Creek
      - MacDonald's Inlet
      - Big Canoe River, Cuttle Lake
      - Clement Creek
      - Sleeman Creek

  - English River
    - Sturgeon River
    - Vermilion River
    - Wabigoon River
    - Wapesi River

#### Einzugsbereich der James Bay
- Lakitusaki River
- Opinnagau River
- Ekwan River
- Attawapiskat River
  - Muketei River
  - Missisa River
  - Marten Drinking River
  - Otoskwin River
    - Pineimuta River
- Lawashi River
- Kapiskau River
- Albany River
  - Kenogami River
    - Pagwachuan River
    - Flint River, Flint Lake 
      - Hinata River

    - Burrows River, Burrows Lake
      - Murky Creek
      - Cotoneaster Lake

    - Kenogamisis River
      - Isis Creek
      - Fecteau Lake

    - Wintering Lake 
      - Westside Bay
      - Pout River

    - Drowning River
    - Kabinakagami River
      - Brulé Creek
      - Oba River

    - Nagagami River
      - Otasawian River
      - Shekak River

    - Little Current River

  - Ogoki River
    - Allan Water
      - Brightsand River

    - Flindt River

  - Cat River
- Moose River
  - North French River
  - Kwetabohigan River
  - Cheepash River
  - Abitibi River
    - Frederick House River
    - Little Abitibi River

  - Mattagami River
    - Kapuskasing River
      - Brunswick Lake 
        - Doherty Creek

      - Fire River
      - Edison Creek
      - Woolrich Creek
        - Bear Creek
          - Nameigos River
          - Five Mile Creek

      - Torrance Creek
      - Hopkins Creek
      - Remi River, Remi Lake

    - Forks River
      - Chapleau River

    - Groundhog River
    - Ivanhoe River
    - Nat River

  - Missinaibi River
    - Brunswick River
    - Fire River
    - Hay River
    - Mattawishkwia River
    - Mattawitchewan River
      -         - Goat River

      - Albany Forks (Bifurkation des Oba River)

    - Pivabiska River
    - Opasatika River
    - Soweska River
- Partridge River
- Kesagami River
- Harricana River
  - Lawagamau River
- Kattawagami River

### Einzugsgebiet Atlantischer Ozean

#### Einzugsgebiet des Oberen Sees
- Pigeon River
  - Arrow River
  - Pine River
- Kaministiquia River
  - Dog River (Kaministiquia River)
  - Matawin River
  - Mission River
  - McKellar River
  - Whitefish River
  - Shebandowan River
  - Redhorse River
  - Bear River
- Aguasabon River
- Neebing River
- McIntyre River
- Imogene River
- Current River
- Black Sturgeon River
- Nipigon River, Lake Helen
  - Lake Nipigon
    - Windigo River
      - Mud River

    - Ogoki River
    - Kopka River
    - Ombabika Bay
    - Ombabika River
    - Ogaman River
    - Blackwater River
    - Gull River
- Steel River
- Little Pic River
- Pic River
  - Black River
  - Kagiano River
- White River (Oberer See)
- Willow River
- Cascade River
- Swallow River
- Pukaskwa River
- Dog River (Oberer See)
- Magpie River
  - Michipicoten River
    - Dog River (Michipicoten River)
- Old Woman River
- Baldhead River
- Gargantua River
- Red Rock River
- Sand River
- Agawa River
- Montreal River (Oberer See, Ontario)
- Batchawana River
- Chippewa River
- Harmony River
- Carp River
- Coldwater River
- Goulais River

#### Einzugsgebiet des Lake Huron/Georgian Bay
In alphabetischer Reihenfolge die direkten Zuflüsse zum Lake Huron/Georgian Bay
- Ausable River
  - Little Ausable River
- Bayfield River
- Beaver River (Georgian Bay)
  - Boyne River
- Bighead River
- Blind River
- Coldwater River
- French River
  - Wanapitei River
  - Pillow River
  - Murdock River
  - Wolseley River
  - Little French River
  - Restoule River
  - Hall River
  - Lake Nipissing
    - Amateewakea River
    - Cache River
    - Sturgeon River
      - Smoky River
      - Obabika River
      - Temagami River

    - Little Sturgeon River
    - Duchesnay River
    - La Vase River
    - Wasi River
    - South River
- Go Home River
- Kagawong River
- Magnetawan River
- Maitland River
- Manitou River
- Mindemoya River
- Mississagi River
- Moon River (Cottage Country)
  - Lake Muskoka
  - Muskoka River
    - North Branch Muskoka River
      - Buck River
      - Big East River

    - South Branch Muskoka River
      - Oxtongue River
      - Hollow River

  - Indian River
- Musquash River
- Nine Mile River
- Nottawasaga River
  - Boyne River
  - Mad River
  - Pine River
- Penetangore River
- Pickerel River
- Pottawatomi River
- Pretty River
- Saint Marys River
  - Garden River
  - Bar River
- Sauble River
  - Rankin River
- Saugeen River
- Seguin River
- Serpent River
- Severn River (Teil des Trent-Severn-Wasserweg)
  - Lake Simcoe
    - Beaver River (Lake Simcoe)
- Spanish River
  - Agnes River
  - River aux Sables
  - Vermilion River
- Sydenham River
  - Spey River
- Teeswater River
- Whitefish River

#### Einzugsgebiet des Lake Erie
- Detroit River
  - Lake St. Clair watershed
    - Little River
    - Puce River
    - Belle River
    - Ruscon River
    - Thames River
      - Avon River
      - Dingman Creek
      - Jeanettes Creek
      - McGregor Creek
      - Medway Creek
      - Pottersburg Creek
      - Stoney Creek
      - Waubuno Creek

    - Sydenham River
    - St. Clair River
- Lynn River
- Grand River
  - Conestogo River
  - Eramosa River
  - Nith River
  - Speed River

#### Einzugsgebiet des Ontariosee
- Niagara River
  - Lyon Creek
  - Two Mile Creek
  - Tea Creek
- Niagarafälle
  - Welland River
    - Black Creek (Niagara)
- Jordan Harbour
- Red Hill Creek (Hamilton)
- Burlington Bay
  - Sulphur Creek
- Bronte Creek
- Sixteen Mile Creek (Oakville)
- Credit River (auch Rivière Credit)
- Etobicoke Creek
  - Heart Lake (Brampton)
  - Elmcrest Creek (Toronto)
- Mimico Creek
- Humber River
  - Black Creek (Toronto)
  - Emerson Creek
  - Jersey Creek
  - Rainbow Creek (Woodbridge)
    - Robinson Creek (Toronto)

  - West Humber River
  - East Humber River
- Toronto Harbour
  - Garrison Creek
  - Russell Creek
  - Taddle Creek
  - Don River
    - West Branch Don River
      - Castle Frank Brook

    - Taylor Creek
    - East Branch Don River
      - Beaver Creek (Toronto)
      - German Mills Creek
      - Deerlick Creek
- Highland Creek
- Rouge River (Toronto-Pickering)
- Petticoat Creek (Pickering)
- Duffins Creek
  - Miller's Creek
  - Ganatsekiagon Creek
- Brougham Creek
- Pringle Creek
- Corbett Creek
- Goodman Creek
- Robinson Creek
- Darlington Creek
- West Side Creek
- Soper Creek
- Wilmont Creek
- Foster Creek
- Graham Creek
- Carruthers Creek
- Ganaraska River (Port Hope)
- Trent River (Teil des Trent-Severn-Wasserweg)
  - Crowe River
  - Rice Lake watershed
    - Otonabee River
- Moira River (Belleville) 
  - Black River
  - Clare River
  - Skootamatta River
- Salmon River
- Napanee River
- Cataraqui River (Kingston)
  - Rideau Canal system
- Gananoque River

#### Einzugsgebiet des Sankt-Lorenz-Stroms
- Sankt-Lorenz-Strom
- Raisin River

#### Einzugsgebiet des Ottawa River
- Blanche River
  - Englehart River
- Montreal River (Ottawa River)
  - Lady Evelyn River
- Mattawa River
  - Amable du Fond River
  - Kaibuskong River
  - North River (Mattawa River)
- Chalk River
- Petawawa River
  - Barron River
  - Crow River
  - North River (Petawawa River)
  - Little Madawaska River
  - Nipissing River
    - Tim River
- Muskrat River
  - Indian River
- Bonnechere River
  - Sherwood River
  - Pine River
  - Aylen River
- Madawaska River
  - Opeongo River
  - York River
    - Little Mississippi River

  - South Madawaska River
    - Galipo River
    - Crossbar River

  - North Madawaska River
- Mississippi River
  - Indian River
  - Clyde River
    - Little Clyde River

  - Fall River
- Carp River
- Rideau River
  - Jock River
  - Tay River
- South Nation River
  - Castor River
    - North Castor River
    - Middle Castor River
    - South Castor River
    - East Castor River

  - Little Castor River
- Rigaud River
  - East Rigaud River

## Alphabetische Liste
A

- Agawa River
- Agnes River
- Albany River
- Amable du Fond River
- Aquatuk River
- Arrow River
- Asheweig River
- Attawapiskat River
- Ausable River
- Aux Sables River
- Avon River

B

- Bailey Creek
- Baldhead River
- Bar River
- Barron River
- Batchawana River
- Bayfield River
- Beaver Creek (Toronto)
- Beaver River
- Beaverton River
- Berens River
- Bighead River
- Black River
- Black Duck River
- Black Sturgeon River
- Blind River
- Bloodvein River
- Bonnechere River
- Boyne River
- Bronte Creek
- Brunswick River
- Buck River
- Burnt River

C

- Cache River
- Caledon Creek
- Carolyn Creek
- Carp River
- Castor River
- Cataraqui River
- Catfish Creek
- Chalk River
- Chapleau River
- Cheepash River
- Clare River
- Clyde River
- Coldwater River
- Conestogo River
- Credit River
- Crow River
- Crowe River
- Current River

D

- Detroit River
- Dingman Creek
- Dog River
- Don River (Ontario)

E

- East Humber River
- East River
- Ekwan River
- Emerson Creek
- English River
- Eramosa River
- Etobicoke Creek

F

- Fall River
- Farewell Creek
- Fawn River
- Fire River
- Forks River
- Frederick House River
- French River

G

- Ganaraska River
- Gananoque River
- Garden River
- Gargantua River
- Go Home River
- Goulais River
- Grand River
- Groundhog River
- Gull River

H

- Harricana River
- Hay River
- Holland River
- Hollow River
- Hopkins Creek
- Humber River

I

- Imogene River
- Indian River
- Innisfil Creek
- Ivanhoe River

J

- Jeannettes Creek
- Jersey Creek
- Julia River

K

- Kagawong River
- Kagiano River
- Kaministiquia River
- Kapiskau River
- Kapuskasing River
- Kattawagami River
- Kenogami River
- Kettle Creek
- Kinushseo River
- Kopka River
- Kwataboahegan River

L

- Lady Evelyn River
- Lakitusaki River
- Lawagamau River
- Layton River
- Little Ausable River
- Little River
- Lynde Creek
- Lynn River

M

- Mad River
- Madawaska River
- Magnetawan River
- Magpie River
- Maitland River
- Manitou River
- Maple Leaf Creek (Toronto)
- Maskinonge River
- Mattagami River
- Mattawa River
- Matawitchewan River
- McGregor Creek
- McIntyre River
- McKellar River
- McVicar's Creek (Thunder Bay)
- Medway Creek
- Michipicoten River
- Mimico Creek
- Mindemoya River
- Missinaibi River
- Mission River
- Mississagi River
- Mississippi River
- Moira River
- Montreal River (Oberer See, Ontario)
- Montreal River (Ottawa River)
- Moon River (Cottage Country)
- Moose River
- Muskoka River
- Musquash River

N

- Napanee River
- Nat River
- Niagara River
- Nine Mile River
- Nipigon River
- Nipissing River
- Nith River
- Neebing River
- Nonquon River
- Nottawasaga River

O

- Old Woman River
- Ombabika River
- Opasatika River
- Opeongo River
- Opinnagau River
- Oshawa Creek
- Otonabee River
- Oxtongue River

P

- Pefferlaw Brook
- Penetangore River
- Pennville Creek
- Petticoat Creek (Pickering)
- Pic River
- Pickerel River
- Pigeon River
- Pine River
- Pipestone River
- Pivabiska River
- Pottawatomi River
- Pottersburg Creek
- Pretty River
- Pukaskwa River

R

- Rainbow Creek (Toronto or Woodbridge)
- Rainy River
- Raisin River
- Rankin River
- Red Hill Creek (Niagara)
- Rigaud River
- Remi River
- Restoule River
- Rideau River
- Robinson Creek (Toronto)
- Rouge River

S

- Sachigo River
- Saint Lawrence River
- Saint Marys River
- Salmon River
- Sand River
- Sauble River
- Saugeen River
- Schomberg River
- Scugog River
- Seine River
- Seguin River
- Serpent River
- Severn River (Nord)
- Severn River (Mitte)
- Shebandowan River
- Silver Creek
- Sixteen Mile Creek (Halton Regional Municipality)
- Skootamatta River
- South Nation River
- Soweska River
- Spanish River
- Speed River
- Spey River
- Steel River
- Stoney Creek
- Sturgeon River
- Sutton River
- Swallow River
- Sydenham River

T

- Talbot River
- Taylor Creek
- Teeswater River
- Temagami River
- Thames River
- Trent River
- Turtle River
- Twelve Mile Creek

U

- Usiske River

V

- Vermilion River

W

- Wabigoon River
- Wanapitei River
- Wapesi River
- Waubuno Creek
- Welland River
- West Humber River
- Whitefish River (NO)
- Whitefish River (NW)
- Wilket Creek
- Willow Creek
- Winisk River
- Winnipeg River

Y

- York River

Z

- Zephyr Creek